# Lymire edwardsi
Lymire edwardsi là một loài bướm đêm thuộc phân họ Arctiinae, họ Erebidae.